# Liste des grands colliers de l'ordre du Chrysanthème

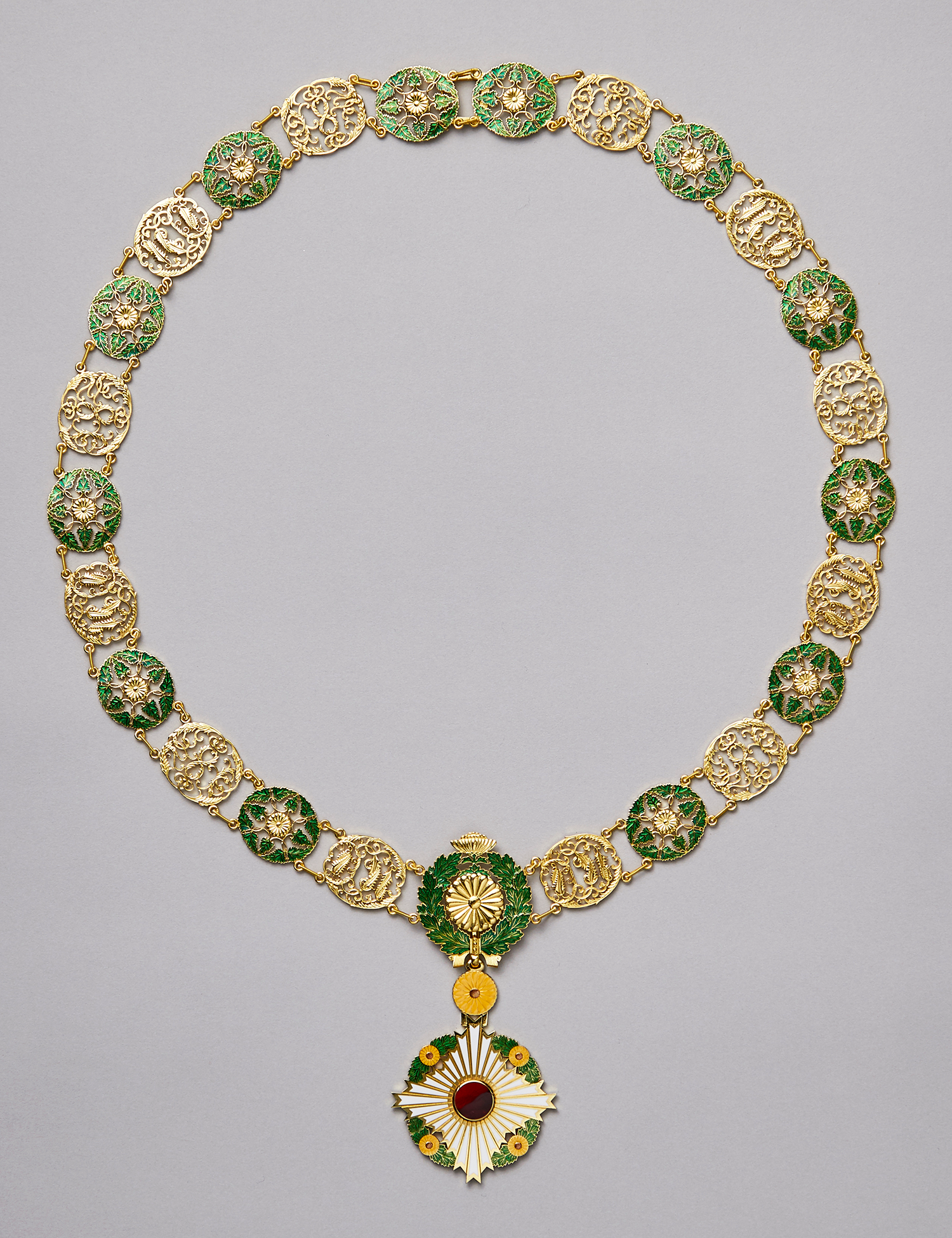

L'Ordre suprême du Chrysanthème (大勲位菊花章, Daikun’i Kikkashō) a été fondé le 27 décembre 1876 et remanié le 4 janvier 1888 par l'empereur Meiji.
Ci-dessous se trouve la liste des membres de l'ordre, c’est-à-dire les Grands colliers de l'Ordre du Chrysanthème.
| Légende : N° = numéro de brevet ; Portrait = portrait du titulaire ; Vie = dates de vie ; Date = date d'investiture ; Notes = dev. est l'abréviation de devient. ███ Princes héritiers. ███ Membres de la famille impériale japonaise. | ███ Dignitaires étrangers. Ils sont chevaliers surnuméraires. |

## Liste des Grands colliers de l'Ordre du Chrysanthème
| N° | Portrait | Nom                                                               | Vie       | Date               | Notes                                                                   |
| -- | -------- | ----------------------------------------------------------------- | --------- | ------------------ | ----------------------------------------------------------------------- |
| 1  |          | Meiji                                                             | 1852-1912 | 4 janvier 1888     | Empereur du Japon                                                       |
| 2  |          | Guillaume II                                                      | 1859-1941 | 10 décembre 1894   | Empereur allemand Roi de Prusse                                         |
| 3  |          | Prince Arisugawa Taruhito                                         | 1835-1895 | 16 janvier 1895    | Général d'armée Pair du Japon Décerné à titre posthume                  |
| 4  |          | Prince Komatsu Akihito                                            | 1846-1903 | 16 janvier 1895    | Maréchal de Camp Pair du Japon                                          |
| 5  |          | Prince Kitashirakawa Yoshihisa                                    | 1847-1895 | 1er novembre 1895  | Général d'armée Pair du Japon Décerné à titre posthume                  |
| 6  |          | Nicolas II                                                        | 1868-1918 | 3 mars 1896        | Empereur de Russie                                                      |
| 7  |          | François-Joseph Ier                                               | 1830-1916 | 25 octobre 1898    | Empereur d'Autriche Roi de Hongrie Roi de Bohème                        |
| 8  |          | Prince héritier Yoshihito                                         | 1879-1926 | 10 mai 1900        | Prince héritier du Japon dev. Empereur du Japon                         |
| 9  |          | Édouard VII                                                       | 1841-1910 | 13 avril 1902      | Roi du Royaume-Uni                                                      |
| 10 |          | Victor-Emmanuel III                                               | 1869-1947 | 16 avril 1902      | Roi d'Italie                                                            |
| 11 |          | Léopold II                                                        | 1835-1909 | 12 juillet 1905    | Roi des Belges                                                          |
| 12 |          | Itō Hirobumi, 1er duc Itō                                         | 1841-1909 | 1er avril 1906     | Premier ministre du Japon Pair du Japon                                 |
| 13 |          | Ōyama Iwao, 1er duc Ōyama                                         | 1842-1916 | 1er avril 1906     | Ministre de la Guerre du Japon Maréchal Pair du Japon                   |
| 14 |          | Yamagata Aritomo, 1er duc Yamagata                                | 1838-1922 | 1er avril 1906     | Premier ministre du Japon Maréchal Pair du Japon                        |
| 15 |          | Sunjong                                                           | 1874-1926 | 17 octobre 1907    | Empereur de Corée                                                       |
| 16 |          | George V                                                          | 1865-1936 | 30 mars 1911       | Roi du Royaume-Uni                                                      |
| 17 |          | Prince Arthur du Royaume-Uni, 1er duc de Connaught et Strathearnl | 1850-1942 | 13 septembre 1912  | Gouverneur général du Canada Maréchal Pair du Royaume-Uni               |
| 18 |          | Prince Henri de Prusse                                            | 1862-1929 | 13 septembre 1912  | Grand-amiral                                                            |
| 19 |          | Prince Takehito Arisugawa                                         | 1862-1913 | 7 juillet 1913     | Grand-amiral Pair du Japon Décerné à titre posthume                     |
| 20 |          | Katsura Tarō, 1er duc Katsura                                     | 1848-1913 | 10 octobre 1913    | Premier ministre du Japon Général d'armée Pair du Japon                 |
| 21 |          | Inoue Kaoru, 1er marquis Inoue                                    | 1836-1915 | 1er septembre 1915 | Ministre de l'Intérieur du Japon Pair du Japon Décerné à titre posthume |
| 22 |          | Prince Fushimi Sadanaru                                           | 1858-1923 | 19 janvier 1916    | Maréchal Pair du Japon                                                  |
| 23 |          | Matsukata Masayoshi, 1er duc Matsukata                            | 1835-1924 | 14 juillet 1916    | Premier ministre du Japon Pair du Japon                                 |
| 24 |          | Gojong                                                            | 1852-1919 | 21 janvier 1919    | Empereur de Corée Décerné à titre posthume                              |
| 25 |          | Tokudaiji Sanetsune, 1er duc Tokudaiji                            | 1840-1919 | 4 juin 1919        | Lord grand-chambellan du Japon Pair du Japon Décerné à titre posthume   |
| 26 |          | Prince héritier Hirohito                                          | 1901-1989 | 24 septembre 1921  | Prince héritier du Japon dev. Empereur du Japon                         |
| 27 |          | Prince Kotohito Kan'in                                            | 1865-1945 | 24 septembre 1921  | Général d'armée Pair du Japon                                           |
| 28 |          | Ōkuma Shigenobu, 1er marquis Ōkuma                                | 1838-1922 | 10 janvier 1922    | Premier ministre du Japon Pair du Japon Décerné à titre posthume        |
| 29 |          | Prince Édouard de Galles                                          | 1894-1972 | 16 avril 1922      | Prince héritier du Royaume-Uni dev. Roi du Royaume-Uni                  |
| 30 |          | Prince Higashifushimi Yorihito                                    | 1867-1922 | 27 juin 1922       | Amiral de la flotte Pair du Japon Décerné à titre posthume              |
| 31 |          | Tōgō Heihachirō, 1er marquis Tōgō                                 | 1848-1934 | 11 novembre 1926   | Grand-amiral Pair du Japon                                              |
| 32 |          | Saionji Kinmochi, 1er duc Saionji                                 | 1849-1940 | 10 novembre 1928   | Premier ministre du Japon Pair du Japon                                 |
| 33 |          | Prince Kuniyoshi Kuni                                             | 1873-1929 | 27 janvier 1929    | Maréchal Pair du Japon Décerné à titre posthume                         |
| 34 |          | Prince Henry du Royaume-Uni, 1er duc de Gloucester                | 1900-1974 | 4 mai 1929         | Maréchal Pair du Royaume-Uni                                            |
| 35 |          | Yamamoto Gonnohyōe, 1er comte Yamamoto                            | 1852-1933 | 9 décembre 1933    | Premier ministre du Japon Amiral de la flotte Décerné à titre posthume  |
| 36 |          | Prince Fushimi Hiroyasu                                           | 1875-1946 | 29 avril 1934      | Amiral de la flotte Pair du Japon                                       |
| 37 |          | Puyi                                                              | 1906-1967 | 7 juin 1934        | Empereur du Mandchoukouo                                                |
| 38 |          | George VI                                                         | 1895-1952 | 12 mai 1937        | Roi du Royaume-Uni                                                      |
| 39 |          | Prince Nashimoto Morimasa                                         | 1874-1951 | 4 avril 1942       | Général d'armée Pair du Japon                                           |
| 40 |          | Haïlé Sélassié Ier                                                | 1892-1975 | 16 novembre 1956   | Empereur d'Éthiopie                                                     |
| 41 |          | Fayçal II                                                         | 1935-1958 | 8 novembre 1957    | Roi d'Irak                                                              |
| 42 |          | Mohammad Reza Pahlavi                                             | 1919-1980 | 19 mai 1958        | Empereur de Perse                                                       |
| 43 |          | Mahendra                                                          | 1920-1972 | 15 avril 1960      | Roi du Népal                                                            |
| 44 |          | Dwight Eisenhower                                                 | 1890-1969 | 8 septembre 1960   | Président des États-Unis                                                |
| 45 |          | Élisabeth II                                                      | 1926-2022 | 10 juillet 1962    | Reine du Royaume-Uni                                                    |
| 46 |          | Gustave VI Adolphe                                                | 1882-1973 | 10 juillet 1962    | Roi de Suède                                                            |
| 47 |          | Rama IX                                                           | 1927-2016 | 24 mai 1963        | Roi de Thaïlande                                                        |
| 48 |          | Baudouin                                                          | 1930-1993 | 14 janvier 1964    | Roi des Belges                                                          |
| 49 |          | Mohammad Zaher Shah                                               | 1914-2007 | 8 avril 1964       | Roi d'Afghanistan                                                       |
| 50 |          | Shigeru Yoshida                                                   | 1878-1967 | 20 octobre 1967    | Premier ministre du Japon Décerné à titre posthume                      |
| 51 |          | Ismail Nasiruddin Shah                                            | 1907-1979 | 17 février 1970    | Roi de Malaisie Sultan de Terengganu                                    |
| 52 |          | Fayçal ben Abdelaziz Al Saoud                                     | 1906-1975 | 18 mai 1971        | Roi d'Arabie saoudite                                                   |
| 53 |          | Birendra                                                          | 1945-2001 | 12 février 1975    | Roi du Népal                                                            |
| 54 |          | Eisaku Satō                                                       | 1901-1975 | 3 juin 1975        | Premier ministre du Japon Décerné à titre posthume                      |
| 55 |          | Hussein Ier                                                       | 1935-1999 | 2 mars 1976        | Roi de Jordanie                                                         |
| 56 |          | Ernesto Geisel                                                    | 1907-1996 | 10 septembre 1976  | Président du Brésil                                                     |
| 57 |          | Charles XVI Gustave                                               | 1946-     | 11 avril 1980      | Roi de Suède                                                            |
| 58 |          | Juan Carlos Ier                                                   | 1938-     | 24 octobre 1980    | Roi d'Espagne                                                           |
| 59 |          | Margrethe II                                                      | 1940-     | 17 avril 1981      | Reine de Danemark                                                       |
| 60 |          | Olav V                                                            | 1903-1991 | 14 octobre 1983    | Roi de Norvège                                                          |
| 61 |          | Hassanal Bolkiah                                                  | 1946-     | 3 avril 1984       | Sultan de Brunei                                                        |
| 62 |          | Khalifa ben Hamad Al Thani                                        | 1932-2016 | 20 avril 1984      | Émir du Qatar                                                           |
| 63 |          | Akihito                                                           | 1933-     | 7 janvier 1989     | Empereur du Japon                                                       |
| 64 |          | Zayed ben Sultan Al Nahyane                                       | 1918-2004 | 11 mai 1990        | Président des Émirats arabes unis Émir d'Abou Dabi                      |
| 65 |          | Azlan Muhibuddin Shah                                             | 1928-2014 | 20 septembre 1991  | Roi de Malaisie Sultan de Perak                                         |
| 66 |          | Beatrix                                                           | 1938-     | 17 octobre 1991    | Reine des Pays-Bas                                                      |
| 67 |          | Albert II                                                         | 1934-     | 11 octobre 1996    | Roi des Belges                                                          |
| 68 |          | Jean                                                              | 1921-2019 | 6 février 1998     | Grand-duc de Luxembourg                                                 |
| 69 |          | Abdallah II                                                       | 1962-     | 26 novembre 1999   | Roi de Jordanie                                                         |
| 70 |          | Harald V                                                          | 1937-     | 16 mars 2001       | Roi de Norvège                                                          |
| 71 |          | Mohammed VI                                                       | 1963-     | 22 novembre 2005   | Roi du Maroc                                                            |
| 72 |          | Norodom Sihamoni                                                  | 1953-     | 11 mai 2010        | Roi du Cambodge                                                         |
| 73 |          | Sabah IV                                                          | 1929-2020 | 13 mars 2012       | Émir du Koweït                                                          |
| 74 |          | Abdul Halim Muadzam Shah III                                      | 1927-2017 | 25 septembre 2012  | Roi de Malaisie Sultan de Kedah                                         |
| 75 |          | Willem-Alexander                                                  | 1967-     | 24 octobre 2014    | Roi des Pays-Bas                                                        |
| 76 |          | Philippe                                                          | 1960-     | 4 octobre 2016     | Roi des Belges                                                          |
| 77 |          | Salmane ben Abdelaziz Al Saoud                                    | 1935-     | 10 mars 2017       | Roi d'Arabie saoudite                                                   |
| 78 |          | Felipe VI                                                         | 1968-     | 31 mars 2017       | Roi d'Espagne                                                           |
| 79 |          | Henri                                                             | 1955-     | 21 novembre 2017   | Grand-duc de Luxembourg                                                 |
| 80 |          | Naruhito                                                          | 1960-     | 1er mai 2019       | Empereur du Japon                                                       |
| 81 |          | Yasuhiro Nakasone                                                 | 1918-2019 | 29 novembre 2019   | Premier ministre du Japon Décerné à titre posthume                      |
| 82 |          | Shinzō Abe                                                        | 1954-2022 | 8 juillet 2022     | Premier ministre du Japon Décerné à titre posthume                      |
| 83 |          | Charles III                                                       | 1948-     | 25 juin 2024       | Roi du Royaume-Uni                                                      |